# Brezje pri Dobrovi
Brezje pri Dobrovi je naselje v Občini Dobrova-Polhov Gradec.